# 126-й истребительный авиационный полк ПВО
126-й истребительный авиационный полк ПВО — воинская часть Военно-воздушных сил (ВВС) Вооружённых Сил РККА, принимавшая участие в боевых действиях Великой Отечественной войны.

## История наименований полка
За весь период своего существования полк своё наименование не менял:
- 126-й истребительный авиационный полк;
- 126-й истребительный авиационный полк ПВО;
- Войсковая часть (Полевая почта) 06959.

## История
126-й истребительный авиационный полк формировался с апреля по август 1940 года Белорусском особом военном округе (с 11.07.1940 г. — Западный Особый военный округ) в селе Улла Витебской области на основе эскадрильи капитана Найденко В. М. (в 1939 г. в составе 22 иап принимала участие в боях на Халхин-Голе; в составе 25-го иап участвовала в советско-финляндской войне) на самолётах И-16. В августе 1940 года полк вошёл в состав 9-й смешанной авиационной дивизии ВВС ЗОВО.
В январе 1941 года полк начал получать и осваивать истребители МиГ-1 и МиГ-3. 22 июня 1941 года в составе 9-й смешанной авиационной дивизии ВВС ЗОВО (с началом войны преобразованы в ВВС Западного фронта) вступил в боевые действия против фашистской Германии и её союзников на самолётах МиГ-1, МиГ-3 и И-16. На момент начала боевой работы имел в составе 50 МиГ-1 и МиГ-3 (из них 12 неисправных) и 23 И-16 (10).
Первая известная воздушная победа полка в Отечественной войне одержана 22 июня 1941 года: младший лейтенант Панфилов Е. М., пилотируя МиГ-3, в воздушном бою в районе д. Боцки таранным ударом сбил немецкий истребитель Ме-109 (Messerschmitt Bf.109).
По расформировании 9-й смешанной авиационной дивизии 25 июня 1941 года отдан в подчинение заместителя командующего ВВС Западного фронта генерала Таюрского в район Гомеля. После отстранения последнего от должности передан в состав ВВС 21-й армии. 13 сентября 1941 года полк убыл с фронта на доукомплектование и переучивание. 15 сентября 1941 года прибыл в 27-й запасной истребительный авиационный полк Архангельского военного округа (г. Кадников Вологодской области), где приступил к переучиванию на американские истребители «Томагаук». Переформирован по штату 015/174. Передан в состав ПВО страны.
С 12 октября 1941 года по 27 августа 1942 года полк вёл боевую работу в составе 6-го истребительного авиакорпуса ПВО Московской зоны ПВО на самолётах «Томагаук». Осуществлял прикрытие города и военных объектов Москвы с воздуха, помимо выполнения задач ПВО вылетал на прикрытие наземных войск, штурмовку войск противника,
действуя в интересах командования фронтов. 5 апреля 1942 года вместе с 6-м иак ПВО вошёл в состав войск Московского фронта ПВО. В мае 1942 года полк перевооружён на истребители «Киттихаук», а 28 августа передан из ПВО в ВВС КА.
В составе 268-й истребительной авиадивизии 8-й воздушной армии Сталинградского фронта приступил к боевой работе на самолётах «Киттихаук».
12 сентября 1942 года полк возвращён в состав 6-го иак ПВО Московского фронта ПВО. В январе и феврале 1943 года полк начал получать и осваивать истребители Ла-5. 9 июня 1943 года в связи с преобразованием 6-го иак ПВО в 1-ю воздушную истребительную армию Московского фронта ПВО вошёл во вновь сформированную в составе этого объединения 320-ю истребительную авиадивизию ПВО. 28 июля 1944 года передан из 320-й иад ПВО в состав 317-й иад ПВО 1-й воздушной истребительной армии ПВО Отдельной Московской армии ПВО Северного фронта ПВО.
4 октября 1944 года вновь включён в состав действующей армии. Вошёл в 106-ю иад ПВО 2-го корпуса ПВО Северного фронта ПВО. Приступил к боевой работе — несению дежурства на земле на самолётах Ла-5. 25 октября 1944 года передан в состав 124-й иад ПВО 79-й дивизии ПВО Северного фронта ПВО, а 24 декабря 1944 года вместе со 124-й иад ПВО 79-й дивизии ПВО включён в состав войск Западного фронта ПВО (2 формирования). 9 мая 1945 года исключён из действующей армии.

### Участие в операциях и битвах
- Приграничные сражения
- Смоленское сражение — с 10 июля 1941 года по 6 сентября 1941 года.
- Киевская операция — с 6 сентября 1941 года по 13 сентября 1941 года.
- Сталинградская битва — с 28 августа 1942 года по 12 сентября 1942 года.

### Итоги боевой деятельности полка
Всего за годы Великой Отечественной войны полком:
| Выполнено боевых вылетов | Проведено воздушных боёв | Сбито самолётов противника |
| ------------------------ | ------------------------ | -------------------------- |
| 3610                     | 250                      | 131                        |

Свои потери:
| Потеряно самолётов, всего                                                            | Погибло лётчиков всего         |
| ------------------------------------------------------------------------------------ | ------------------------------ |
| самолётов — 101 (боевые — 89, небоевые — 12) (68 МиГ-3, 21 «Томагаук» и «Киттихаук») | 21 (боевые — 18, небоевые — 3) |

### В составе действующей армии
В составе действующей армии:
- с 22 июня 1941 года по 1 октября 1943 года;
- с 4 октября 1944 года по 9 мая 1945 года.

### Послевоенная история полка
После войны полк 10 сентября 1945 года из расформированной 124-й иад ПВО передан в состав 328-й иад ПВО. В июле 1946 года вместе с 328-й иад из расформированной 20-й воздушной истребительной армии ПВО передан в 19-ю воздушную истребительную армию ПВО Северо-Западного округа ПВО.
В сентябре 1949 года полк получил 12 реактивных истребителей МиГ-9 из 57-го и 137-го гв. иап. В октябре 1950 года в составе 328-й иад вышел из 64-й ВИА ПВО и убыл в спецкомандировку в КНР, где занимался обучением китайских лётчиков на реактивной технике. В июне 1951 года передал самолёты МиГ-9 в ВВС НОАК. В июле 1951 года получил на вооружение истребители МиГ-15. В октябре 1951 года вместе с 328-й иад вернулся из спецкомандировки в 37-й иак ПВО 64-й ВИА ПВО (52-я ВИА ПВО) на аэродром Елец. В августе 1954 года начал перевооружаться на самолёты МиГ-17. В январе 1959 года перешёл в подчинение 78-го ИАК ПВО 52-й ВИА ПВО. 31 мая 1960 года полк расформирован в Московском округе ПВО.

## Подчинение
| Год  | Подчинение                    |
| ---- | ----------------------------- |
| 1940 | 9-я смешанная авиадивизия ВВС |
| 1941 | Западный фронт                |
| 1941 | 21-я армия                    |

## Командиры полка
- майор Немцевич Юрий Александрович[1], 04.08.1941 — 04.10.1941
- майор Найденко Василий Михайлович (ранен)[1], 04.10.1941 — 03.09.1942
- майор Столяров Владимир Иванович[1], 10.09.1942 — 17.07.1944
- майор, подполковник Костыгов Александр Павлович[1], 17.07.1944 — 30.11.1945

## Герои Советского Союза и России
- Белясник Пётр Никифорович, капитан, штурман 126-го истребительного авиационного полка 28 апреля 1943 года за образцовое выполнение боевых заданий командования на фронте борьбы с немецко-фашистским захватчиками и проявленные при этом мужество и героизм Указом Президиума Верховного Совета СССР удостоен звания Герой Советского Союза. Золотая Звезда № 927.
- Каменщиков Владимир Григорьевич, лейтенант, адъютант эскадрильи 126-го истребительного авиационного полка 13-й бомбардировочной авиационной дивизии ВВС 21-й армии Западного фронта Указом Президиума Верховного Совета СССР от 9 августа 1941 года за образцовое выполнение заданий командования и проявленные мужество и на фронте борьбы с немецко-фашистскими захватчиками удостоен звания Герой Советского Союза. Золотая Звезда № 319.
- Найденко Василий Михайлович, майор, командир 126-го истребительного авиационного полка 21 апреля 1943 года Указом Президиума Верховного Совета СССР удостоен звания Герой Советского Союза. Золотая Звезда № 915.
- Ридный, Степан Григорьевич, младший лейтенант, командир звена 126-го истребительного авиационного полка ВВС 21-й армии Западного фронта Указом Президиума Верховного Совета СССР от 9 августа 1941 года удостоен звания Герой Советского Союза. Золотая Звезда № 272.
- Самохвалов Николай Степанович, старший лейтенант, заместитель командира эскадрильи 126-го истребительного авиационного полка 28 апреля 1943 года Указом Президиума Верховного Совета СССР удостоен звания Герой Советского Союза. Золотая Звезда № 935.
- Смирнов Александр Иванович, старший лейтенант, заместитель командира эскадрильи 126-го истребительного авиационного полка 27 марта 1996 года Указом Президента Российской Федерации удостоен звания Героя России. Медаль № 262.

## Самолёты
| Год  | Самолёты                |
| ---- | ----------------------- |
| 1940 | И-16                    |
| 1941 | МиГ-1, МиГ-3            |
| 1942 | Киттхаук (Curtiss P-40) |